# 特別自治市

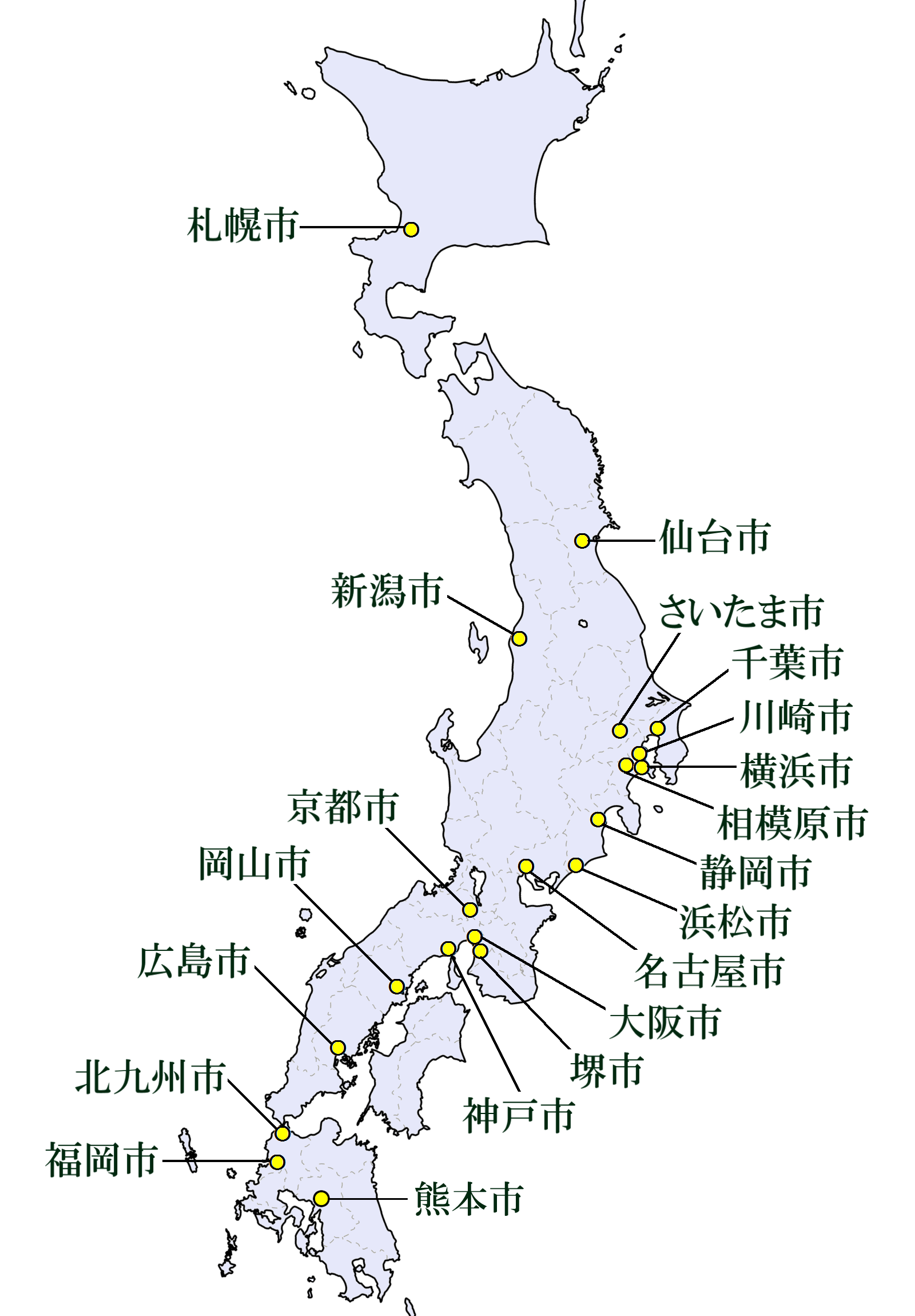
全国の政令指定都市

特別自治市（とくべつじちし）とは、日本の大都市制度の構想。2010年5月に相模原市内のホテルで開催された指定都市長会議において、指定都市市長会が初めて提案したものである。政令指定都市が独立し、市域の県税を全て市税に移管し、現在は県が担っている業務も移すことを提言している。一方で道府県側は、道府県税で行われている富の再分配を廃止し、政令都市外の行政サービス低下を意味するとして反対している。2023年時点でも、特別自治市構想は実現されていない。

## 概要
指定都市市長会では住民がより良い行政サービスを受けるためには「近接性の原則・補完性原理」に基づき住民に最も身近な基礎自治体を中心とした地域主権改革を進めることが必要と考えている。そのため、現行の政令指定都市制度を抜本的に見直し、大都市が住民に身近な施策の責任を果たしつつ圏域の水平連携の核となるとともに、日本を牽引するエンジンとなるための選択肢として、大都市が一元的・総合的に行政サービスを提供できるように事務権限とその役割に見合う自主財源を制度的に保障する新たな大都市制度として提案した。

## 歴史
- 2010年
  - 5月11日に開かれた指定都市市長会で日本における新たな大都市制度の構想を初めて提案した[2][3]。
  - 12月24日に開かれた指定都市市長会議で大都市制度検討部会は都道府県から警察権限を移譲し『特別自治市警察』の設置を政府に求めていくことを提案した[5]。

- 2011年10月31日、政令指定都市7市は都道府県から独立して行政運営する「特別自治市構想」の研究会を設置し2011年度中に中間報告書を12年度中には最終報告書をまとめ国などに提出する予定である[6]。

- 2016年、横浜市は神奈川県と事務処理について議論する『調整会議』を設置した[7]。

- 2019年10月、パスポートの発給申請受理事務が神奈川県から横浜市に一部移譲され、都筑区にパスポートセンターが開設された[7]。

- 2020年3月下旬に行政区の抜本的見直しを盛り込んだ答申の中間報告を公表した[7]。

## 特別自治市構想
- 2010年5月11日に相模原市内で開かれた指定都市市長会議で都道府県など広域自治体と同等の権限を持つ特別自治市は権限に見合うだけの必要な財源を持ち、自立的な市政運営のためすべての地方税を一元的に賦課徴収する「特別自治市税」（仮称）を設けることを国に要請する事で一致した[3]。

- 2010年12月24日に都内で開かれた指定都市市長会議で大都市制度検討部会が、都道府県から警察権限を移譲し「特別自治市警察」の設置を政府に求めていくことを提案した。同部会の報告によると、特別自治市警察は市域内のすべての警察権限を持ち、警察署、交番などを管轄。警察権限移譲のメリットとして、市の施策と線引きが難しかったり、密接に関わる業務を一元的に取り組め、道路管理者である市が交通管理権限も一元的に執行することでまちづくりの観点から総合的な道路政策を展開できるといった点を上げている[8]。

## 特別自治市制度による影響
政令指定都市側
- 現在の地方自治制度（政令指定都市制度）よりも特別自治市になると、県税として神奈川県に税収の多くをおさめてきた横浜市は市のメリットは4.3兆円に達するという試算しており、こうした経済的効果は、特別自治市ばかりでなく、周辺自治体にとっても雇用の創出や経済の活性化として現れると主張している[9][10][4]。

都道府県側
政令指定都市が独立した場合、政令指定都市域からの県税が全て無くなる。県側にとって、県内で最も人口を集め続ける政令指定都市の過密・他地域の過疎と貧困が加速し、県税で行われている県内の富の再分配が無くなることで政令都市外の行政サービス低下を意味するために賛成する都道府県は存在していない。